# Bob Allen (basketballer)
Robert 'Bob' J. Allen (17 juli 1946) is een gepensioneerde Amerikaanse basketbalspeler.

## Carrière
Hij nam in 1968 deel aan de NBA Draft waarin hij als 71e in de zesde ronde werd gekozen door de San Francisco Warriors. Hij speelde 27 wedstrijden in de NBA voor de Warriors, in het seizoen 1968/69.

## Statistieken

### Regulier seizoen
| Seizoen  | Team                   | WG | MPW | 2P%  | FW%  | RPW | APW | PPW |
| -------- | ---------------------- | -- | --- | ---- | ---- | --- | --- | --- |
| 1968/69  | San Francisco Warriors | 27 | 8,6 | 32,6 | 55,6 | 2,1 | 0,4 | 1,8 |
| Carrière | Carrière               | 27 | 8,6 | 32,6 | 55,6 | 2,1 | 0,4 | 1,8 |